# シンドゥ・プサルラ
シンドゥ・プサルラ（Pusarla Venkata Sindhu、P.V.シンドゥ、1995年7月5日 - ）は、インド・ハイデラバード出身の女子バドミントン選手。プサルラ(Pusarla)は姓ではなく父称である。
2012年9月にはわずか17歳でBWF世界ランキングのトップ20に入って国際的な注目を集めた。2013年に中国の広州市で開催された世界選手権では銅メダルを獲得し、世界選手権シングルスでメダルを獲得したインド初の女性バドミントン選手となった。2015年3月にはインドで4番目に高い民間人名誉勲章であるパドマ・シュリー勲章を受章している。2016年にブラジルのリオデジャネイロで開催された夏季オリンピックでは銀メダルを獲得し、サイナ・ネワールに次いでオリンピックバドミントン競技でメダルを獲得したインド2番目の選手になるとともに、オリンピックで銀メダルを獲得した初のインド人女性となった。また、オリンピックの個人競技でメダルを獲得したインド最年少の競技者でもある。2017年と2018年の世界選手権では2年連続で準優勝した。2019年世界選手権で優勝し、世界一に輝いた。

## 経歴

### 幼少期
1995年にインド南部のテランガーナ州ハイデラバード県ハイデラバードに生まれた。両親は全国レベルのバレーボール選手であり、父親のラマナ・プサルラは1986年に韓国・ソウルで開催されたアジア大会で銅メダルを獲得したインド代表のメンバーだった。シンドゥの姉のディヴィヤ・プサルラは全国レベルのハンドボール選手だったが、ハンドボールを続けることなく医者になった。シンドゥは2001年の全英オープンで優勝したパレラ・ゴピチャンドに惹かれ、8歳の時にバドミントンを始めた。

### 2010-2012
2010年にメキシコのメキシコシティで開催された世界ジュニア選手権ではベスト8となった。同年のユーバー杯（国別対抗戦）ではインド代表の一員となった。
2012年7月に韓国の金泉市で開催されたアジアユースU19選手権では、決勝で日本の奥原希望を破って優勝した。中国勢が安全上の理由で同年9月のジャパンオープン出場を回避したため、ジャパンオープンでは優勝の期待が高まったが、2回戦で韓国のペ・ヨンジュンに敗れた。同年11月の中国オープンではロンドンオリンピック金メダリストの李雪芮を破って準決勝に進出したが、準決勝で中国のJiang Yanjiaoに敗れている。同年12月にインドのラクナウで開催されたサイード・モーディ国際では準優勝し、世界ランキングで15位に浮上した。

### 2013-2016
2013年のマレーシア・マスターズでは決勝でシンガポールの顧娟に勝利し、BWFグランプリ大会初優勝を飾った。18歳で迎えた同年8月に中国の広州市で開催された世界選手権では、ベスト16で第2シードの中国の王儀涵を破った。準々決勝では中国の王適嫻を破り、準決勝で敗れたものの銅メダルを獲得した。世界選手権シングルスでメダルを獲得した初のインド人女子バドミントン選手となった。同年12月のマカオオープンでは、決勝でカナダの李文珊を破って優勝した。
2014年7月にスコットランドのグラスゴーで開催されたコモンウェルスゲームズでは、準決勝でカナダの李文珊に敗れた。同年8月にデンマークのコペンハーゲンで開催された世界選手権では、準々決勝で中国の王適嫻を破り、準決勝でスペインのカロリーナ・マリンに敗れたものの、2年連続で銅メダルを獲得した。
2015年10月のデンマーク・オープンでは、台湾の戴資穎、中国の王儀涵、スペインのカロリーナ・マリンと、3人のシード選手を倒して決勝に進出したが、決勝では前回大会優勝の中国の李雪芮に敗れた。同年11月のマカオ・オープンでは、決勝で日本の三谷美菜津を破り、3年連続での優勝を果たした。
2016年1月のマレーシア・マスターズでは、決勝でスコットランドのカースティ・ギルモアを破り、3年ぶりに優勝した。同年8月にブラジルのリオデジャネイロで開催されたオリンピックでは、グループリーグを2連勝で通過し、ラウンド16では台湾の戴資穎に、準々決勝で第2シードの中国の王儀涵に、準決勝で日本の奥原希望に勝利した。決勝ではスペインのカロリーナ・マリンに敗れたが、初出場のオリンピックで銀メダルを獲得した。

### 2017-2020
2017年8月にスコットランドのグラスゴーで開催された世界選手権では、決勝で日本の奥原希望に敗れたが銀メダルを獲得した。同年の韓国オープンでは決勝で奥原希望を破って優勝し、韓国オープンで優勝した初のインド人選手となった。
2018年3月にイギリスのバーミンガムで開催されたイングランド・オープンでは、準決勝で日本の山口茜に敗れた。オーストラリアのゴールドコーストで開催されたコモンウェルスゲームズでは、混合団体で金メダルを獲得し、女子シングルスで銀メダルを獲得した。同年に中国の南京市で開催された世界選手権では、決勝でスペインのカロリーナ・マリンに敗れたが、2年連続で銀メダルを獲得した。
2019年にスイスのバーゼルで開催された世界選手権では3大会連続で決勝に進出。決勝では奥原希望を破って初優勝した。

### 2021-
東京オリンピックに第6シードで出場。3位決定戦で中国の何冰娇を2-0で破り銅メダルを獲得した。

## 成績

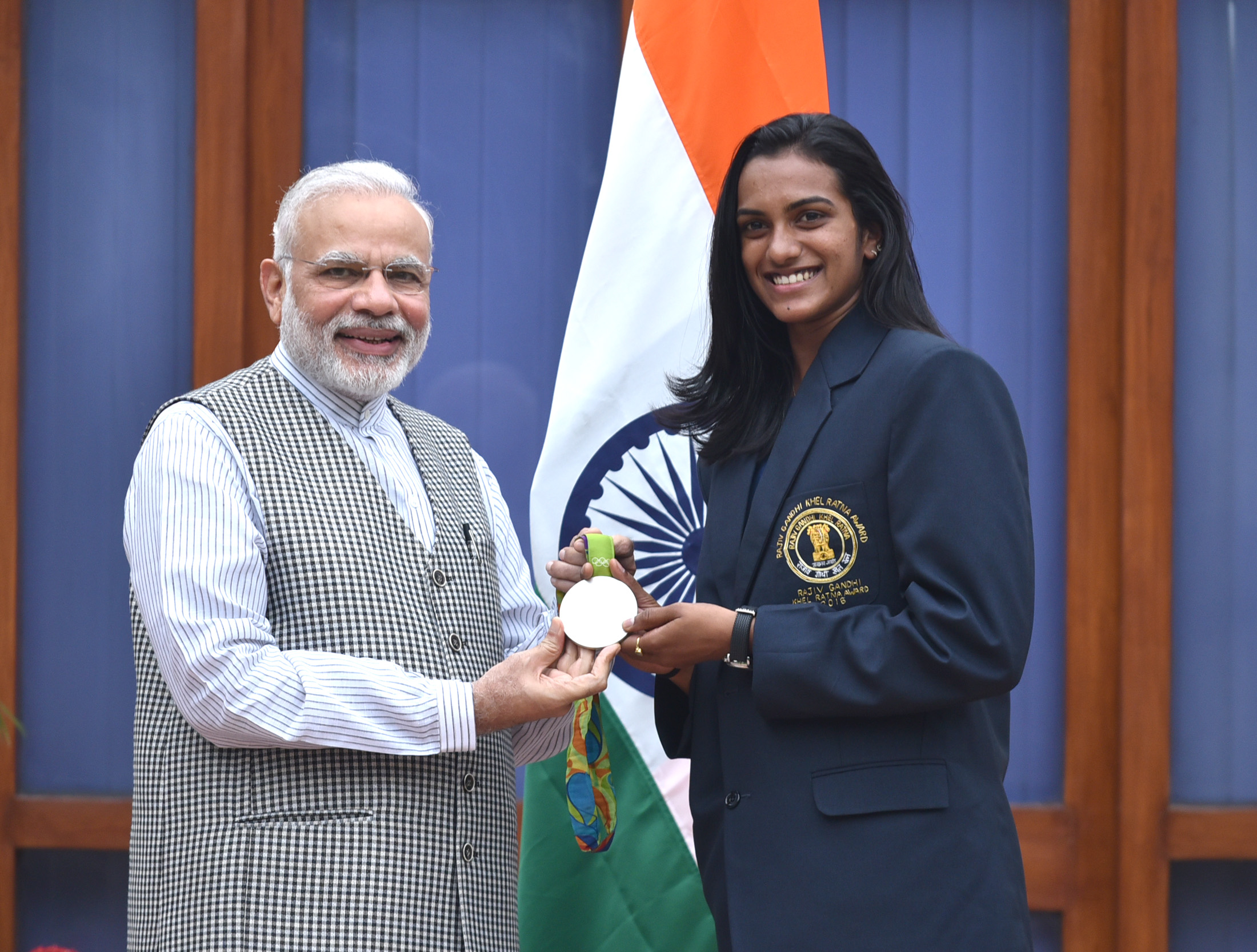
モディ首相とプサルラ

### 国際大会決勝結果

#### 優勝（10回）
| #  | 年   | 大会                   | 決勝対戦相手         | スコア              |
| -- | ---- | ---------------------- | -------------------- | ------------------- |
| 1  | 2011 | インドネシア国際       | Fransisca Ratnasari  | 21–16, 21–11        |
| 2  | 2013 | マレーシア・マスターズ | 顧娟                 | 21–17, 17–21, 21–19 |
| 3  | 2013 | マカオ・オープン       | 李文珊               | 21–15, 21–12        |
| 4  | 2014 | マカオ・オープン       | キム・ヒョジンミン   | 21–12, 21–17        |
| 5  | 2015 | マカオ・オープン       | 三谷美菜津           | 21–9, 21–23, 21–14  |
| 6  | 2016 | マレーシア・マスターズ | カースティ・ギルモア | 21–15, 21–9         |
| 7  | 2016 | 中国オープン           | 孫瑜                 | 21–11, 17–21, 21–11 |
| 8  | 2017 | サイード・モーディ国際 | グレゴリア・マリスカ | 21–13, 21–14        |
| 9  | 2017 | インド・オープン       | カロリーナ・マリン   | 21–19, 21–16        |
| 10 | 2017 | 韓国オープン           | 奥原希望             | 22–20, 11-21, 21–18 |

    世界バドミントン選手権大会
    BWFスーパーシリーズプレミア
    BWFスーパーシリーズ
    BWFグランプリ・ゴールド
    BWFグランプリ